# Russell Harmer
Russell Thomas Harmer (* 5. November 1896 in Cambridge; † 31. Oktober 1940 in Rackheath) war ein britischer Segler.

## Werdegang
Russell Harmer, der Mitglied im Royal Corinthian Yacht Club und dem Royal Norfolk & Suffolk Yacht Club war, nahm in der 6-Meter-Klasse an den Olympischen Spielen 1936 in Berlin teil. Er war Crewmitglied der Lalage und gewann mit dieser in der im Olympiahafen Düsternbrook in Kiel stattfindende Regatta dank eines Ein-Punkte-Vorsprungs auf die zweitplatzierten Norweger in der Lully II unter Skipper Magnus Konow mit 67 Gesamtpunkten die Goldmedaille. Neben Harmer und Skipper Christopher Boardman wurden die Crewmitglieder Miles Bellville, Leonard Martin und Charles Leaf Olympiasieger.
Harmer besuchte zunächst das Internat Uppingham School sowie im Anschluss die Royal Military Academy Woolwich. 1915 wurde er ins Royal Corps of Signals versetzt. Nachdem er im Verlauf des Ersten Weltkriegs im Gefecht verwundet wurde, wurde er im Rang eines Captains aus dem Militärdienst entlassen. Er stieg 1919 in das Bekleidungs-Großhandelsgeschäft seiner Familie ein und war damit die fünfte Generation der Familie im Unternehmen. Er folgte später seinem Vater auf den Posten des Hauptgeschäftsführers. Sein Vater, Sir Sidney Frederic Harmer, war außerdem ein bekannter Zoologe und von 1919 bis 1927 Direktor des Natural History Museums in London. Harmer besaß ab 1927 auch die Pilotenlizenz und war Mitglied im Norwich & Norfolk Aero Club.